# آرامگاه خواجه نقشران
آرامگاه خواجه نقشران (به انگلیسی: Mausoleum of Hodja Nashron) متعلق به سده ۱۱ و ۱۲ میلادی شامل دو مکان دفن است که در دو محوطه موجود است. اولین آن و دارای ابعادی ۶ در ۶٫۸ متر است و قسمت دوم دارای ابعاد ۱۱ در ۱۶ متر است. این دو ساختمان امکانات هنری آجرکاری معمولی برای معماری تاجیکی قرن‌های ۱۱ و ۱۲ را نشان می‌دهد. مقبره دارای یک درگاه بزرگ به ارتفاع ۳٫۵ متر است.